# Bryogomphus
Bryogomphus is een monotypisch geslacht van korstmossen behorend tot de familie Byssolomataceae. Het bevat alleen de soort Bryogomphus caribaeus.